# Kadoli, Belgaum
Kadoli là một làng thuộc tehsil Belgaum, huyện Belgaum, bang Karnataka, Ấn Độ.